# 圣雅克-昂瓦尔戈德马
圣雅克-昂瓦尔戈德马（法語：Saint-Jacques-en-Valgodemard），或意译作瓦尔戈德马地区圣雅克，是法国上阿尔卑斯省的一个市镇，属于加普区（Gap）。该市镇的总面积为15.65平方公里，2009年时的人口为147人。

## 人口
圣雅克-昂瓦尔戈德马人口变化图示
| 数据来源：INSEE |